# Cucina serba

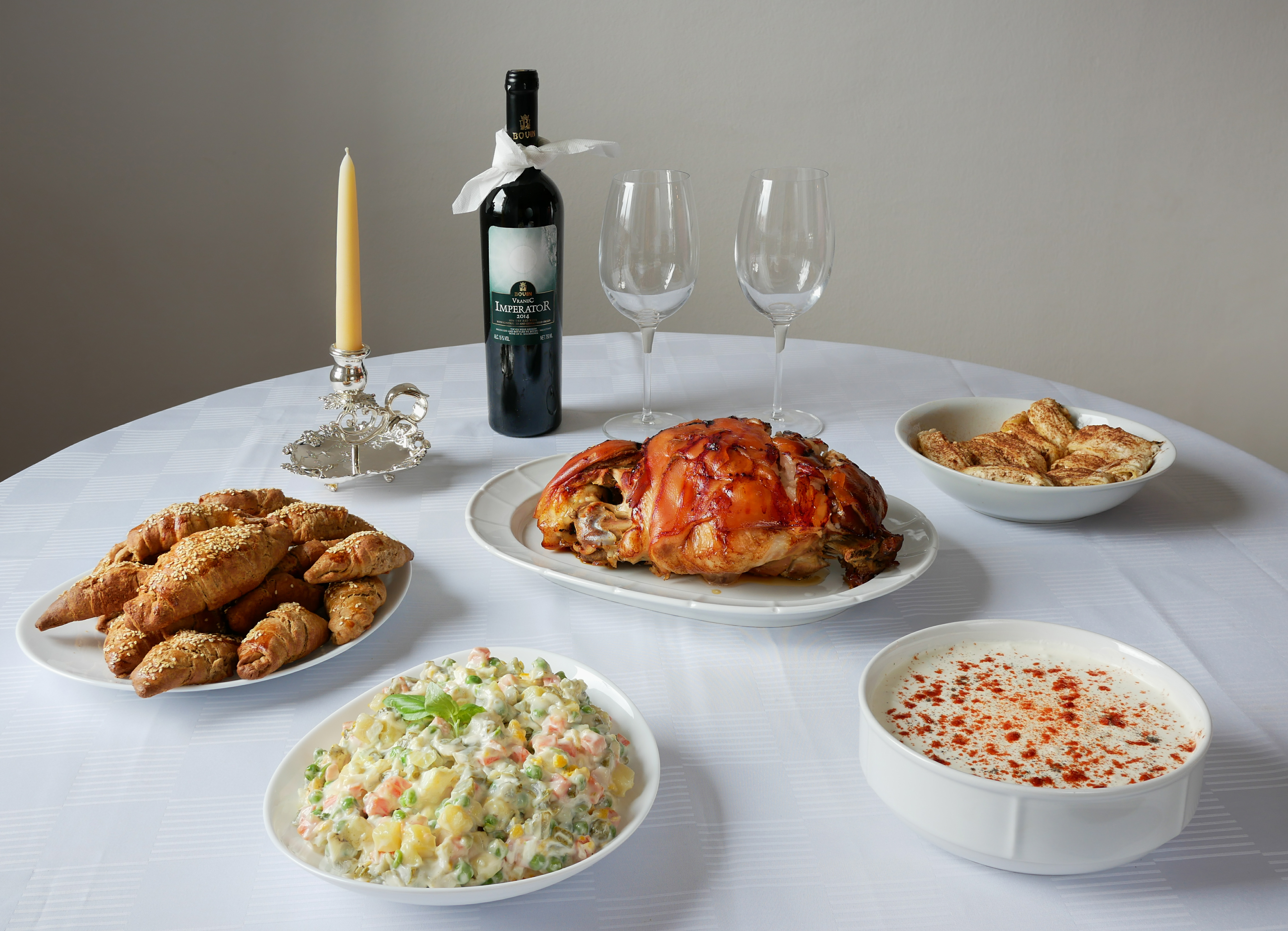
Tipica tavola natalizia serba con maiale alla griglia, insalata russa, insalata tzatziki, vino rosso Vranac, kifli e strudel

La cucina serba è l'espressione dell'arte culinaria sviluppata in Serbia. È caratterizzata per essere una cucina eterogenea che ha subito le influenze mediterranee, turche e dell'Impero austro-ungarico.

## Locali tipici
A Belgrado è diffusa la kafana, una tipologia di locale storico la cui traduzione si potrebbe avvicinare alla trattoria intesa come locale dove in primo luogo si socializza, si discute e poi si beve e si mangia.

## Il pranzo tradizionale
Un pranzo tradizionale serbo si apre con la čorba (minestra con carne e/o interiora di vitello ) che ha il compito di preparare il fisico al piatto principale, di solito un abbondante e saporito piatto di carne.
Tra le čorbe le più diffuse sono la goveđa čorba e la teleća čorba rispettivamente di manzo e di vitello, ma si può trovare anche la pileća e jagnjeća čorba (minestra di pollo e di agnello).
Interessanti per i vegetariani sono la paradajz čorba (minestra di pomodoro), la krompir čorba (minestra di patate), la čorba od pečuraka (minestra di funghi), "čorba od spanaća" (minestra di spinaci), "čorba od tikvica" (minestra di zucchine).
Inoltre, è molto diffuso il brodo di carne di pollo o manzo con l'aggiunta di pasta fatta in casa o knedle (gli gnocchi di semolino).
Da provare anche un classico della tradizione gastronomica serba, il pasulj, una densa minestra di fagioli bianchi insaporita da spezie e pezzetti di carne di maiale che non va confusa con la versione più densa con cipolla, cucinata al forno e servita anche fredda che prende il nome di prebranac.
Prelibate sono anche le trippe (škembići) presentate nella minestra con paprica dolce o piccante o ancora più sostanziose impanate, fritte e servite con salsa tartara che ne smorza il sapore deciso.
Oltre alle pietanze da cucchiaio, come primo piatto si può inserire la srpska gibanica, una pasta sfoglia riempita con formaggio fresco, kajmak e anche uova nelle ricette più ricche.
Piatto tradizionale di tutti i Balcani è il burek fatto con una sottile pasta sfoglia farcita all'interno con diversi ingredienti. In base al ripieno assume nomi differenti, il più classico è il burek ripieno di carne macinata e spezie o di formaggio.
Tra gli antipasti caldi bisogna citare anche il pohovani kačkavalj, una formina di formaggio fresco impanata e fritta servita con salsa tartara e i pečurke na žaru (funghetti alla griglia).
La proja è un pane tradizionale, cucinato con farina di mais e arricchito con formaggio e uova, che affonda le radici nella Serbia rurale, dove ci si poteva permettere solo poche volte la carne.

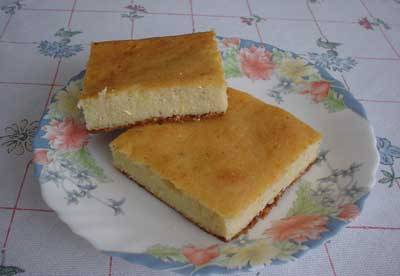
Proja

A questo punto entra in scena la carne (meso) che può essere considerata senza dubbio la regina suprema dei piatti serbi.
I Serbi, nonostante le mode della cucina vegetariana e gli appelli delle autorità sanitarie a bilanciare la dieta, non hanno mai rinunciato ad assaporare un pezzo di carne specialmente se alla griglia (sa roštilja).
Tra le carni alla griglia gli attori principali sono i ćevapčići, piatto diffuso in tutti i Balcani che consiste in polpettine di manzo o di carne ovina dalla forma allungata onnipresenti in ogni menù.
Seguono nella classifica dei piatti più amati i ražnjići, spiedini di carne, e la pljeskavica una sorta di hamburger di carne macinata e speziata che nella variante più gustosa e ricca di colesterolo prevede anche una spalmata di kajmak, il saporito formaggio fresco.

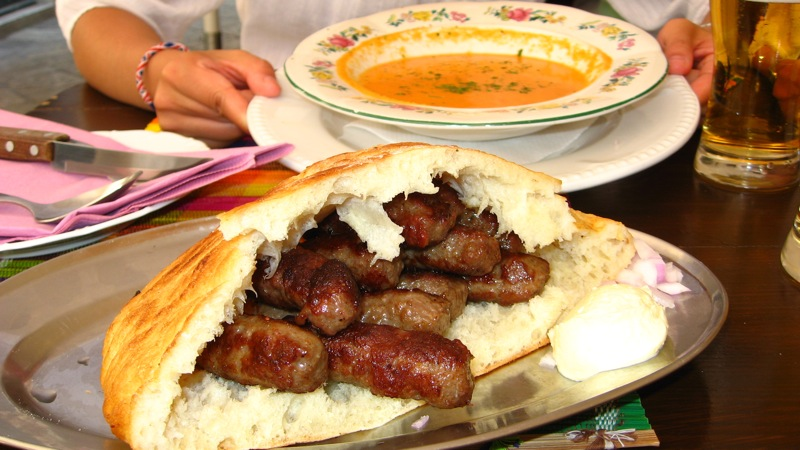
Ćevapčići

Tra le pietanze cotte alla griglia, merita attenzione anche la tenera Vešalica o Bela Vešalica (lonza di suino) che si può trovare anche nella variante dimljena (affumicata) e punjena (ripiena).
Tutti i piatti sono di solito serviti con cipolla bianca cruda. Sempre tra i piatti alla griglia ci sono i leskovački uštipci che prendono il nome dalla città di Leskovac nella Serbia meridionale e sono polpette speziate di carne ripiene di formaggio e pancetta. Interessanti, infine, sono le salsicce (kobasice) che si possono trovare nella variante dimljena (affumicata).
Oltre alle grigliate, la tradizione culinaria serba non può rinunciare alle carni allo spiedo.
Lo spiedo oltre ad offrire l'ottimo sapore delle carni scandisce anche le più grandi e sentite feste. Tra le specialità l'agnello e il maialino da latte.
Accanto alla griglia e allo spiedo, le carni sono cucinate anche secondo la tradizione ispod sača, che prevede la cottura sotto un coperchio sul quale vengono sistemate braci incandescenti. Tradizionalmente viene cucinata in questo modo la carne di vitello (teletina ispod sača).

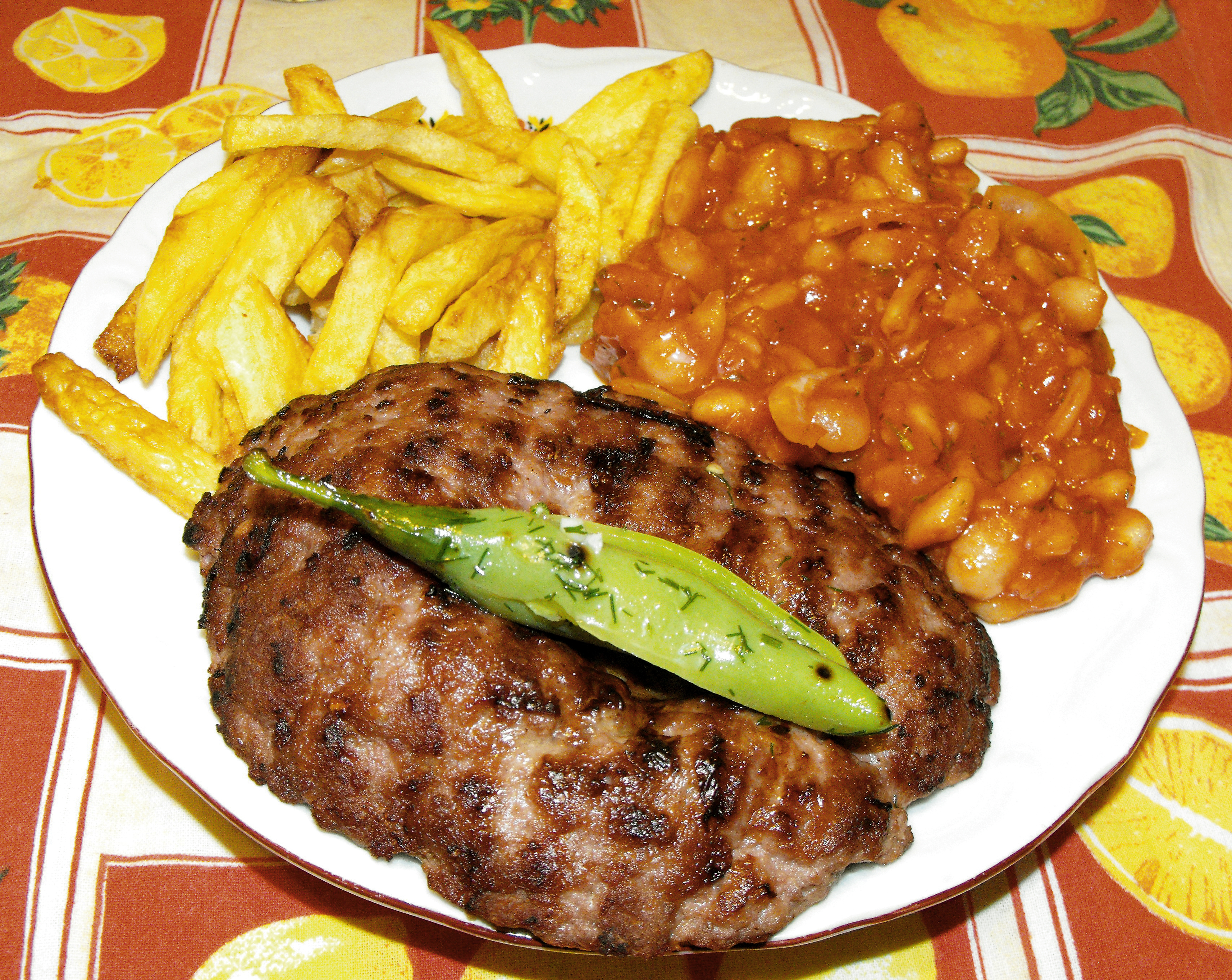
Pljeskavica, altra specialità nazionale

Contaminazione dell'Impero Asburgico e conseguenza naturale della sua lunga dominazione sulla Voivodina, sono la bečka šnicla (cotoletta alla viennese) e la pariška šnicla (cotoletta alla parigina), immersa nell'uovo e poi fritta senza pane grattugiato.
Tipica, invece della cucina serba è la karađorđeva šnicla, una leccornia per chi ama i cibi sostanziosi. La karađorđeva è una bistecca di vitello o di maiale ripiena di formaggio, pancetta e kajmak, arrotolata, impanata e fritta.
Quando la carne si mescola con l'abbondanza della produzione agricola serba, nasce la saporita e piccante mućkalica, uno spezzatino di carne colorato e condito con pomodori, peperoni e cipolla.
Un altro piatto serbo diffuso nei Balcani è il đuveč, il cui nome deriva dal sostantivo turco guvec (casseruola). Qui la carne e le verdure si mescolano al riso dando vita ad un sostanzioso piatto unico.
La dominazione turca ha lasciato la tradizione orientale di arrotolare intorno ad una foglia di verdura un ripieno: la sarma è il piatto più conosciuto e diffuso.
Si tratta di un involtino di foglie di verze lessate con un ripieno di carne macinata e riso più altre spezie.
Molto simile alla sarma è la punjena paprika (peperone ripieno) che ha al suo interno carne, riso, spezie, ma anche, nelle varianti più ricche pomodoro e uova.
Una trattazione a parte merita il pesce (riba).
Il modo migliore per godere il pesce è prenotare uno dei tanti ristoranti ricavati sulle case galleggianti ancorate sul Danubio. La riblja čorba (brodo di pesce) è un buon antipasto in cui la paprica piccante esalta il sapore del pesce.
Tra i pesci, oltre alla trota (pastrmka) servita di solito alla griglia, s'incontrano la carpa (šaran), il lucioperca (smuđ), il pesce gatto (som) e il raro storione del Danubio (kečiga). Ottimi i pesci alla griglia, ma merita di essere assaggiata la carpa affumicata (dimljeni šaran) dal sapore deciso.
Tra i contorni nei ristoranti solitamente si trova la mešana salata, un'insalata mista di verdura fresca di stagione, ma è tipica anche la šopska salata dove oltre ai pomodorini, cetrioli e cipolla cruda sono aggiunte anche scaglie di formaggio fresco.
Tra i prosciutti si distinguono la zlatiborska goveđa pršuta (una specie di bresaola)di colore rosso scuro e dal sapore affumicato e il njegoški pršut.
Tra gli insaccati vi sono la njeguška kobasica, un salamino affumicato e molto saporito e la buđola (capicollo).
La Serbia è una delle regioni dei Balcani con più ricca e variegata offerta di prodotti caseari.
Abbiamo già accennato al kajmak, ma vi è anche il mladi sir dal sapore delicato e con un leggero retrogusto acidulo.
Di aspetto simile alla feta greca è lo zlatarski sir ma è leggermente più salato.
L'iriški sir (dalla città di Irig, Vojvodina) è un formaggio dalla pasta compatta e dal sapore delicato che tradisce un retrogusto amarognolo.
Sempre poco stagionato è il dimljeni trapist un formaggio affumicato che si contraddistingue per un sapore molto forte. Il kozji sir è il formaggio caprino, mentre il kačkavalj è un formaggio pecorino stagionato.
Tra i dolci d'impronta mediorientale il più diffuso è la baklava costituito da più strati di pasta sfoglia, uniti da burro fuso e sciroppo di glucosio, e da un ripieno di noci macinate con limone o miele.
Molto popolari sono le palačinke (crepes dolci) che hanno diversi ripieni tra cui quello di marmellata e di cioccolata. Nonostante le numerose declinazioni, le più apprezzate rimangono le pala'č'inke sa orasima (crepes alle noci)
Sono molto diffuse varie torte farcite con le creme e i pasticcini di pasta frolla con le noci o nocciole macinate.
Tra i superalcolici a detenere il primato, in Serbia, è la rakija, distillato di frutta che nella fermentazione acquista un'importante gradazione alcolica.
La rakija in combinazione con la frutta distillata acquista nomi differenti: la più conosciuta è la šljivovica ottenuta dalle prugne e diffusa in tutti i Balcani.
Dal sapore più fruttato è la kajsijevaca ricavata dalle albicocche, mentre più morbide sono la viljmovka o kru'š'kova'č'a ottenuta dalle pere e la jabukova'č'a dalle mele.
Tra gli amari è popolare il pelinkovac o gorski list un digestivo dal sapore piuttosto amaro ricavato da numerose piante aromatiche.
Degno di nota è il Prokupac, tipico vino rosé scuro che prende il nome dalla varietà di vite serba da cui si raccolgono i grappoli d'uva di colore nero noti per l'alto livello di zuccheri. (Tra i sinonimi usati: Crnka, Darchin, Kameničarka, Kamenilarka, Kamenitscharka, Majski Cornii, Negotinsko Crno, Nichevka, Nikodimka, Nisevka, Procoupatz, Procupac, Prokoupatz, Prokupats, Prokupatz, Prokupec, Prokupka, Rekavac, Rekovacka Crnka, Rskavac, Rskavats, Rskavaty, Scopsko Cherno, Skopsko Crno, Skopsko Tsrno, Tsrnina, Zachinok, Zaichin, Zarchin, Zarcin, Zartchin, Zartchine)

## Galleria d'immagini

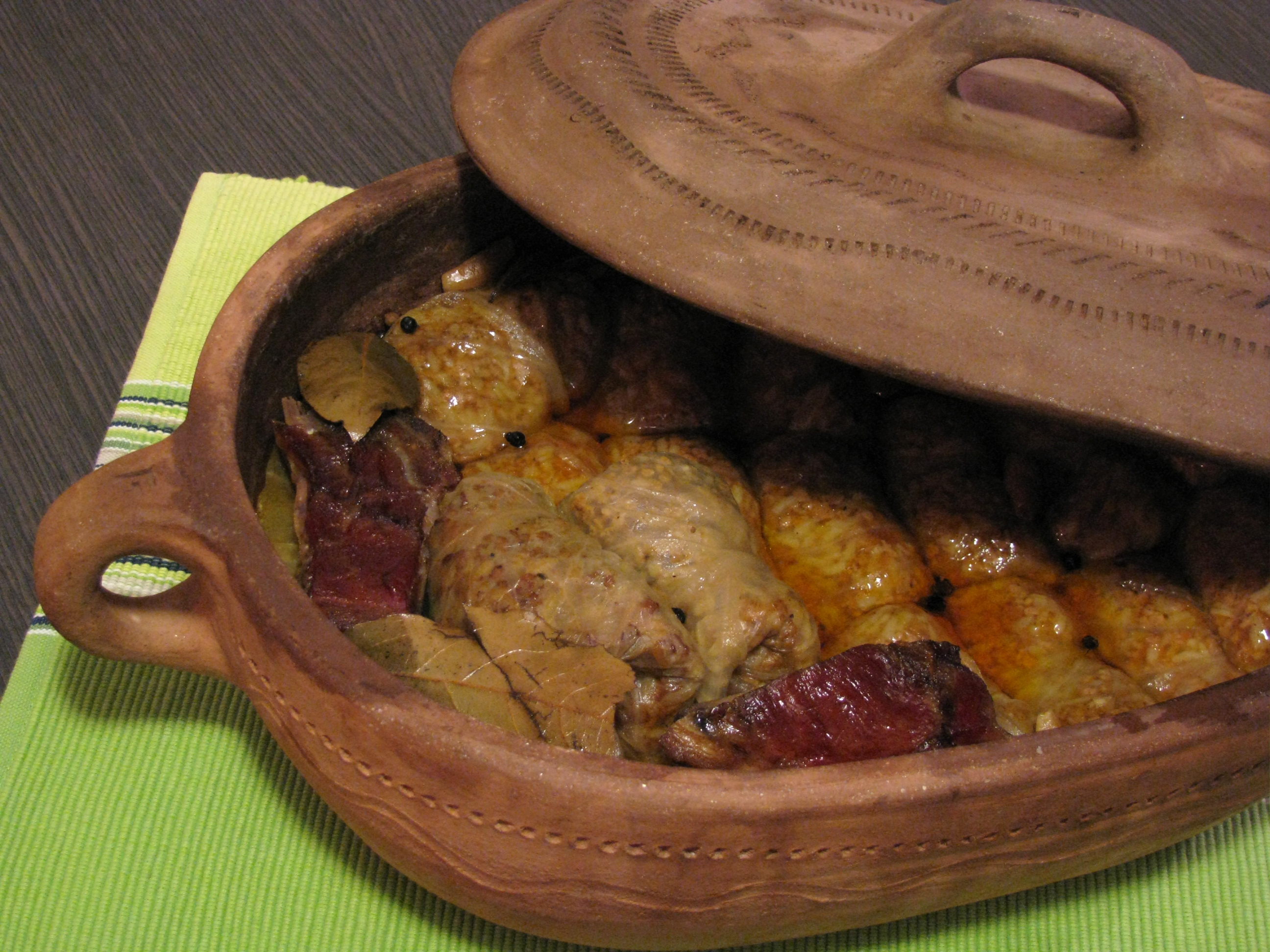
Sarma
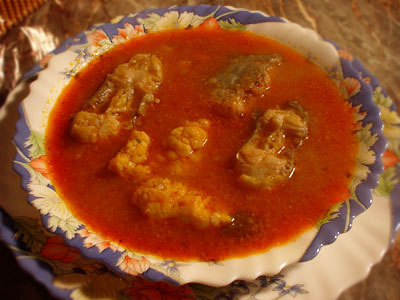
Zuppa di pesce
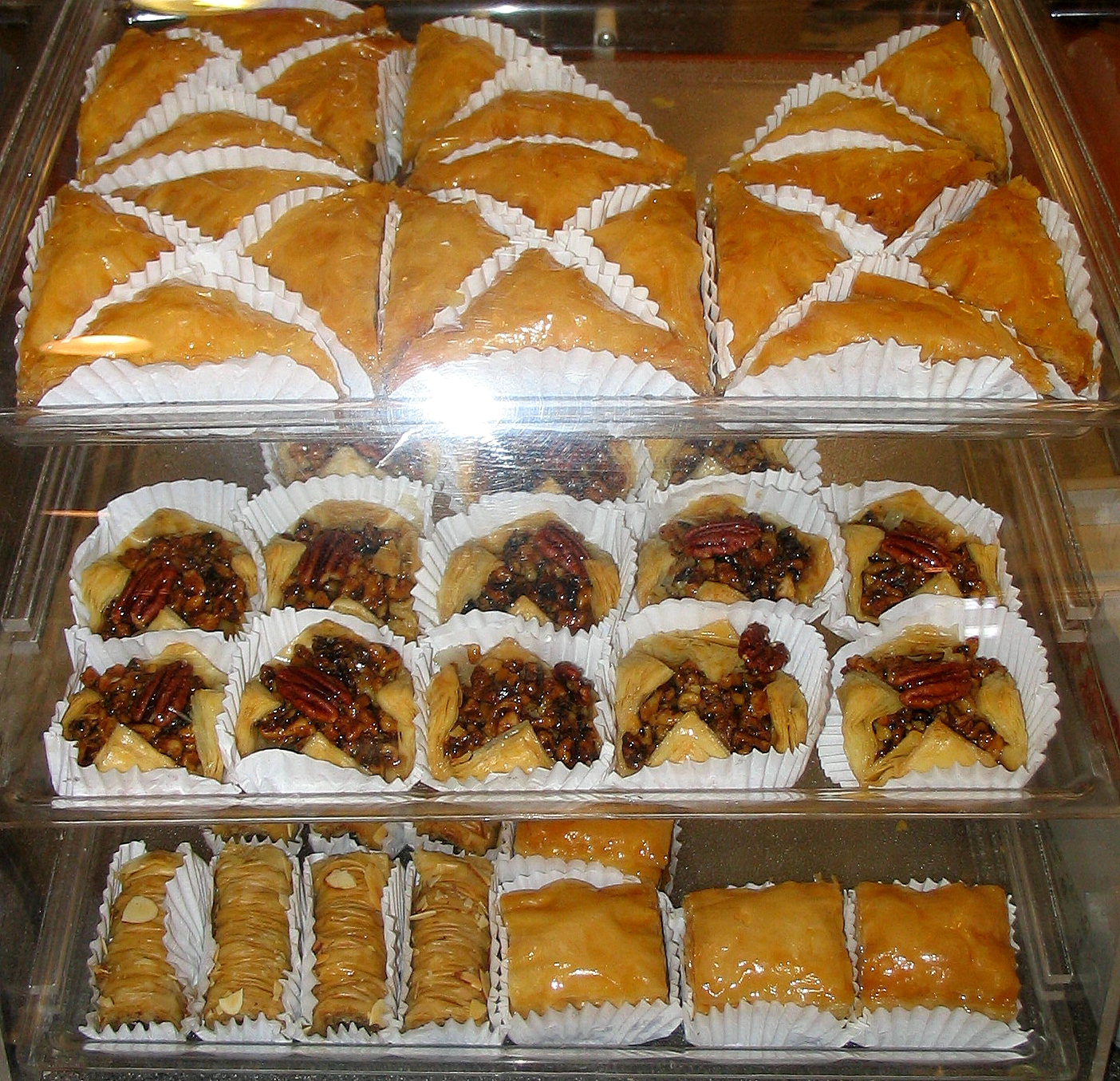
Esempi di baklava
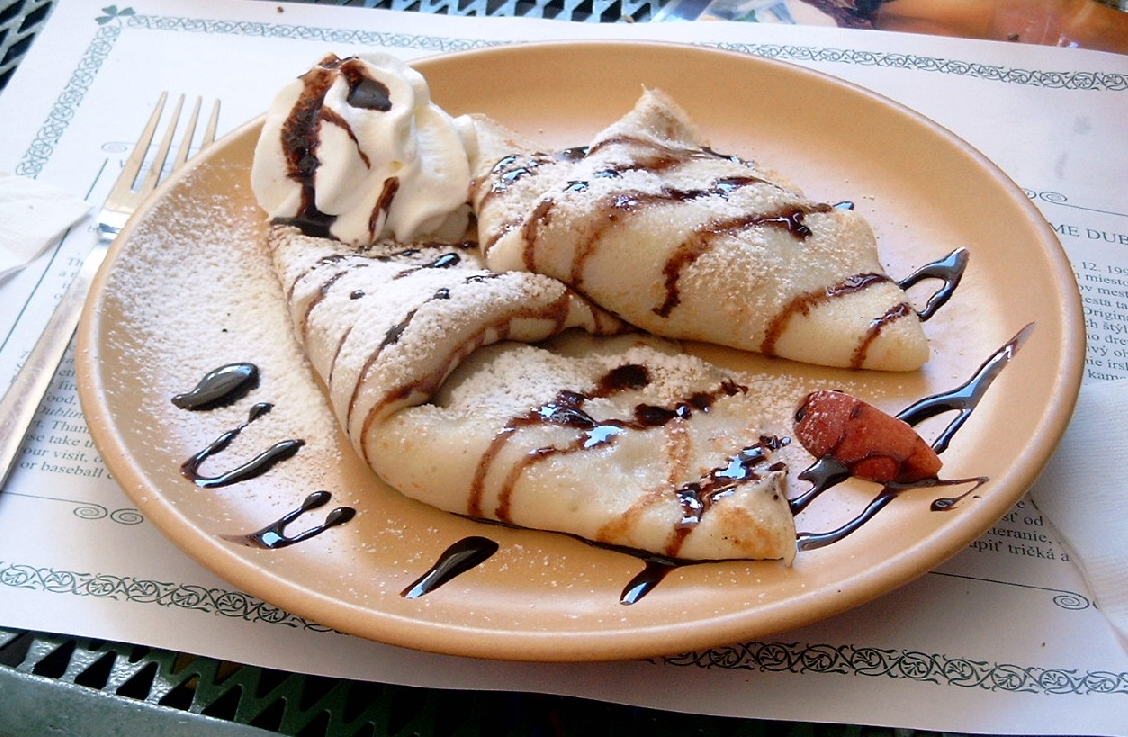
Palačinka
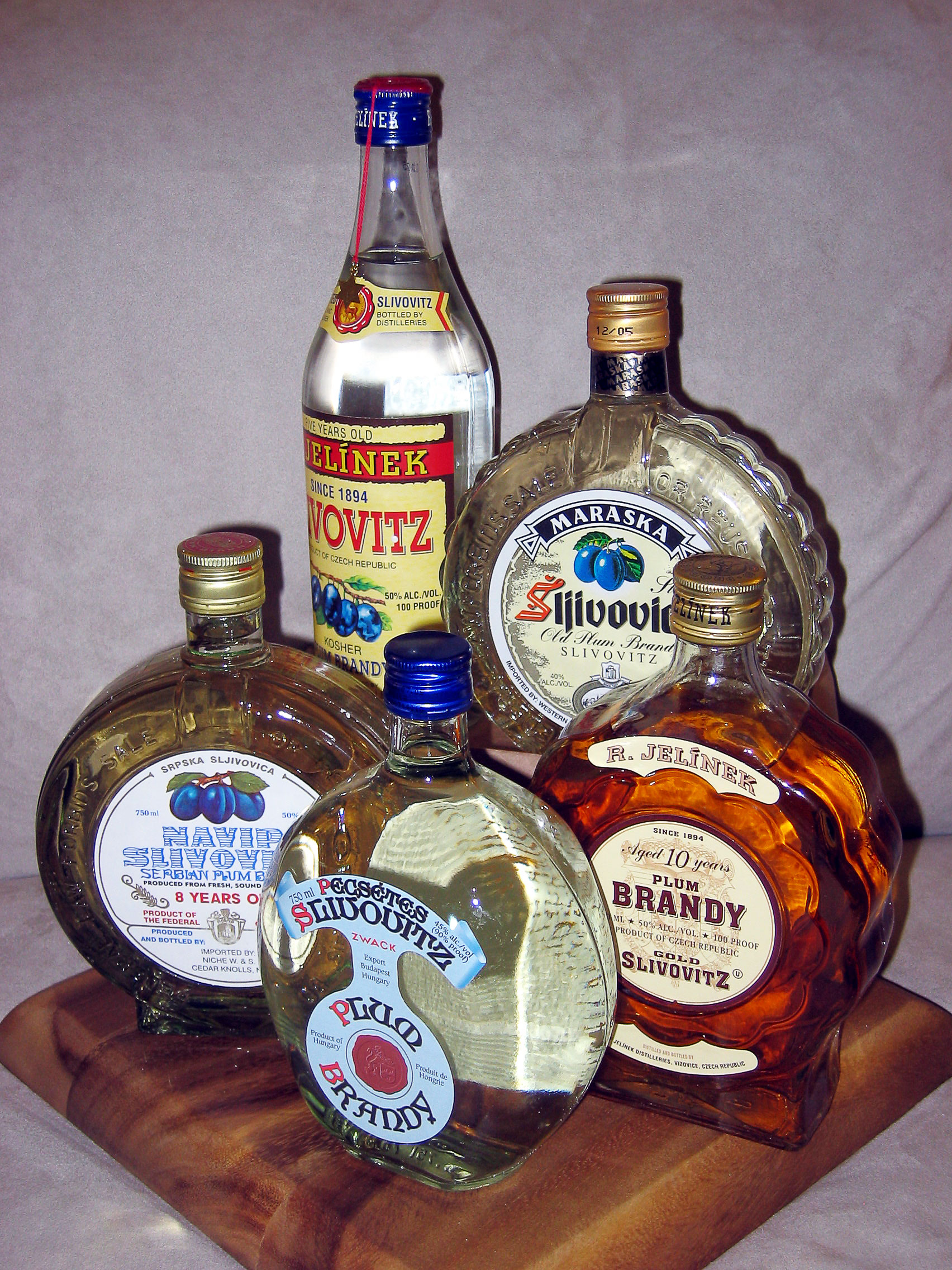
Varie bottiglie di Slivovitz